# Blauer Enzian
A Blauer Enzian egy TEE vasúti járat volt Németország és Ausztria között. Az első járat 1951. szeptember 28-án, az utolsó pedig 2012. december 14-én indult. Nevét egy kék színű hegyi virágról, a Tárnicsról kapta (németül: Frühlings-Enzian).

## Története
A járat kezdetben, 1951 és 1965 között, mint távolsági gyorsvonat közlekedett. 1965 és 1979 között a TEE hálózat része volt, 1979 és 1987 között a TEE megszűnése miatt átkerült az Intercity hálózatba, 1987-től pedig a 2002-es megszűnéséig mint EuroCity közlekedett.

## Útvonal
Az évek során a Blauer Enzian végállomásai és útvonala olyan jelentősen megváltozott, hogy nincs olyan vonalszakasz, amelyen mindig közlekedett volna. A vonat azonban mindig a müncheni főpályaudvarról indult, vagy oda érkezett meg az ellenkező irányból.

### Fernzug
1951-ben a nyugatnémet Deutsche Bundesbahn bejelentette a Blauer Enzian bevezetését az akkor új Fernzug-hálózat részeként. 1951. július 1-jén az eredeti tervek szerint az észak-déli vonat FT 55/56 néven kezdte volna meg a közlekedést. Az új szolgáltatáshoz tervezett FernTriebwagen (távolsági motorvonat) szerelvények azonban ekkor még nem álltak rendelkezésre, így a járat ehelyett 1951 őszén vagy később normál kocsikkal állt forgalomba.
Az F 55/56-os gyorsvonat útvonala Hamburg-Altona állomásról München Hauptbahnhofig a később megépített első német nagysebességű vasútvonal útvonalát is tartalmazta. A vonat kezdetben a háború előtti áramvonalas Reichsbahn Schürzenwagen kocsikból és egy UIC-X prototípusból állt, amelyeket DRG 01 sorozatú gőzmozdonyok és DB V 200 sorozatú dízelmozdonyok, a villamosított szakaszokon DB E 10 sorozatú és háború előtti DRG E 18 sorozatú mozdonyok is vontattak. A Deutsche Bundesbahn 1953-ban kiterjedt gyakorlati kísérleteket is végzett egy amerikai EMD MRS-1 dízel-villamos mozdonnyal.
1953 decemberétől 1959-ig az egykori Henschel-Wegmann vonatot használták, amelyet alaposan felújítottak, beleértve egy megfigyelő kocsit és az egykori Rheingold 1928-as étkezőkocsikat is. Egy második, átállított Blauer Enzian vonatot kifejezetten az ellenkező irányban közlekedő szolgáltatáshoz építettek.

### Trans Europ Express
A Hamburg környéki vasútvonalak 1965-ös villamosítása után a Blauer Enzian járatot belföldi Trans Europ Expresszé fejlesztették. A járat TEE kocsikat kezdett használni, amelyeket az E 03 (később DB 103) sorozatú nagysebességű mozdonyok prototípusai vontattak. 1968-ban a Blauer Enzian volt az első német vonat, amelynek menetrend szerinti üzemi sebessége 200 km/h volt.
1969-ben bevezették az Ausztriába tartó közvetlen kocsikat, amelyek végállomása Salzburgon és a Tauernbahn nevű vasútvonalon keresztül Klagenfurt Hauptbahnhof volt. Ezeket a kocsikat egy München déli részén közlekedő, továbbra is Blauer Enzian nevű, első osztályú, de TEE-ként nem jelölt rendes gyorsvonat vontatta.
1970-ben a TEE 80/81-es számozású teljes Trans Europ Express útvonalat kiterjesztették Ausztriába, és a vonatot Rosenheimben kettéválasztották, egyik része Klagenfurtba, a másik Kufsteinen és Wörglön keresztül Zell am See-be közlekedett. Bár a Zell am See-i járat kiábrándító utasszámokat produkált, az 1972-es nyári olimpiához kapcsolódó várható turisták kiszolgálása érdekében a menetrendben maradt. 1973-ban a Zell am See-i ágat megszüntették.
Az 1970-es évek végén a Blauer Enzian egyike volt a mindössze három Ausztrián belül közlekedő TEE vonatnak, a másik kettő a Mediolanum és a Prinz Eugen volt. 1977-ig a TEE Bavaria is közlekedett Ausztrián keresztül, de csak kevesebb mint 20 km-et tett meg az országban.

### Intercity/EuroCity
1979. május 27-én a Blauer Enzian-t visszaminősítették két kocsiosztályú Intercity járattá, és már nem Hamburgot szolgálta ki, hanem dél felé a Dortmund - München - Klagenfurt, észak felé pedig Klagenfurt - München - Dortmund - Braunschweig útvonalon közlekedett. A Hamburg és München közötti TEE-járatot a TEE Diamant vette át. 1981-re az északi útvonal is Dortmundban végződött.
1987. május 31-én a Blauer Enzian az újonnan bevezetett nemzetközi EuroCity hálózat részévé vált, észak felé EC20 és dél felé EC21 vonatszámmal (később EC12/13-ra számozva). 1990 nyarának érdekessége volt az EC Blauer Enzian, EXP Dachstein (Lindau-Graz-Lindau), EC Transalpin (Basel-Bécs/Graz/Klagenfurt) között a közvetlen kocsik váltása Schwarzach St Veitben és Bischofshofenben. A vonatszámot 1990 nyarán változtatták meg. Az EC Blauer Enzian Dortmund-Klagenfurt/Graz/Ljubljana kocsikat is továbbított.
Az első német nagysebességű vasútvonal 1991. június 2-i megnyitásáig az útvonal változatlan maradt. 1991. június 2-án a Mainz és Augsburg közötti útvonalat megváltoztatták, hogy Frankfurt, Nürnberg és Würzburg helyett Mannheim, Heidelberg és Stuttgart városokon keresztül közlekedjen - de összességében továbbra is a Dortmund-Klagenfurt útvonalon -, a vonatot észak felé EC114-re, dél felé EC115-re számozták át. 2002. december 14-től a Blauer Enzian elnevezés megszűnt.
A nevet 2017-ben a Frankfurt-Klagenfurt között közlekedő EC 112/113-as járaton élesztették újra. Ez a járat Villachban találkozik az EC 212/213 Mimara járattal, és közvetlen kocsikat cserél a Ljubljana és Zágráb felé tartó járattal. A Dortmundból Klagenfurtba tartó, továbbra is EC 114/115-ös számozású járatot Wörthersee-re keresztelték át.